# گنج‌تپه (شهرستان مراغه)
گنج تپه مربوط به دوره اشکانیان - دوره ساسانیان - سده‌های اولیه اسلام است و در شهرستان مراغه، بخش مرکزی، دهستان سراجوی غربی، روستای خرمازرد واقع شده و این اثر در تاریخ ۷ اسفند ۱۳۸۶ با شمارهٔ ثبت ۲۱۲۶۰ به‌عنوان یکی از آثار ملی ایران به ثبت رسیده است.